# Dasyceps
Dasyceps là một chi động vật lưỡng cư temnospondyli tuyệt chủng từ Permi sới của Anh.